# Jesenice (Okrouhlá)
Jesenice (németül: Gaßnitz) Okrouhlá településrésze Csehországban a Karlovy Vary-i kerület Chebi járásában. Központi községétől 2 km-re északnyugatra fekszik. A 2001-es népszámlálási adatok szerint 21 lakóháza és 30 lakosa van.